# Mempawah (stato)
Il regno di Mempawah (in lingua aceh: Kerajaan Mempawah, in arabo: کراجاءن ممڤاوه) fu uno stato principesco esistito nell'attuale Indonesia dal 1740 sino al 1950.

## Storia

### Il periodo Dayak
L'origine del regno di Mempawah nel Kalimantan Occidentale è strettamente correlata alla storia dei regni che lo precedettero, tra cui il regno di Bangkule Sultankng ed il regno di Sidiniang. Il primo, nello specifico, venne fondato dal popolo Dayak. Questa tribù, guidata da Patih Gumantar, costituì uno stato indipendente a partire dal 1380 circa, circoscrivendo la propria area di competenza all'area di Sangking.
Trecento anni dopo, attorno al 1610, quando il regno di Sidiniang era ormai caduto in rovina, venne costituito un nuovo regno con a capo un certo raja Kodong o raja Kudung, il quale trasferì la sua capitale da Sidiniang a Pekana. Attorno al 1680, il re Kudung morì e fu sepolto a Pekana. Il successore al trono fu Panembahan Senggaok, noto anche come Senggauk o Sengkuwuk.

### L'arrivo dell'islam
Un personaggio emblematico che portò alla proclamazione del sultanato di Mempawah fu Opu Daeng Menambun, originario del sultanato di Luwu Bugis nel Sud Sulawesi. Questi, figlio di Opu La Maddusilat, primo re Bugis ad abbracciare l'Islam, portò con sé la religione mussulmana quando giunse nel territorio di Mempawah a seguito della grande migrazione del popolo Bugis avvenuta nel XVII secolo.
Il suo arrivo nell'area non fu casuale: egli fu chiamato dal sultano Muhammad Zainuddin (1665 - 1724) di Matan affinché lo aiutasse a recuperare il suo trono che gli era stato strappato dal fratello, il sultano Muhammad Zainuddin. L'impresa riuscì e Opu Daeng Menambun ricevette in moglie la figlia dello stesso sultano Muhammad Zainuddin.
Dopo la morte dei fratelli di Opu Daeng Menambun, nel sultanato di Matan si verificarono nuovamente disordini interni. I figli del sultano Muhammad Zainuddin litigarono su chi avesse il diritto di ereditare il trono di Matan se il padre fosse morto. Il sultano Muhammad Zainuddin chiese nuovamente aiuto a Opu Daeng Menambun che era tornato nel frattempo a Johor. Opu Daeng Menambun accolse la richiesta del sultano Muhammad Zainuddin e si diresse immediatamente a Tanjungpura per la seconda volta, mentre i suoi quattro fratelli non parteciparono all'impresa perché la loro forza era assolutamente necessaria per assistere il sultanato di Johor.
Grazie a Opu Daeng Menambun, la controversia nel sultanato di Matan si risolse in modo pacifico ed egli ricevette il titolo onorifico di Pangeran Mas Suna Negara. Quando nel 1724 morì il sultano Muhammad Zainuddin, il suo successore alla guida del sultanato di Matan fu Gusti Kesuma Bandan con il titolo sultano Muhammad Muazzuddin. Nel frattempo, a Mempawah, Panembahan Senggaok morì nel 1737 d.C. Poiché Panembahan Senggaok non aveva avuto figli, il trono di Mempawah fu dato al sultano Muhammad Muazzuddin che non era altro che il nipote di Panembahan Senggaok e della principessa Utin Indrawati, sposata con Muhammad Zainuddin. Tuttavia, un anno dopo o nel 1738, il sultano Muhammad Muazzuddin morì e fu sostituito al trono da suo figlio, Gusti Bendung o Pangeran Ratu Agung, con il titolo sultano Muhammad Tajuddin come terzo sultano di Matan.
Nel 1740, il potere su Mempawah, che in precedenza era detenuto insieme al sultanato di Matan, fu ceduto direttamente a Opu Daeng Menambun che in seguito adottò il titolo di Pangeran Mas Surya Negara, il titolo già concessogli in precedenza dal defunto sultano Muhammad Zainuddin, il primo sultano di Matan. Fu durante il periodo di governo di Opu Daeng Menambun che l'Islam divenne la religione ufficiale del regno e di conseguenza questo divenne un sultanato. Opu Daeng Menambun trasferì la capitale del suo nuovo stato da Senggaok a Sebukit Rama, un'area fertile, prospera e strategica, affollata di mercanti.
L'influenza dell'islam a Mempawah durante l'era di Opu Daeng Menambun si rafforzò notevolmente grazie al ruolo di Sayid Habib Husein Alqadrie, un predicatore itinerante proveniente da Hadramaut o dallo Yemen meridionale. Lo stesso Husein Alqadrie aveva precedentemente servito come giudice capo nel sultanato di Matan al tempo del sultano Muhammad Muazzuddin e ne aveva sposato la figlia, ma nel 1749 dovette lasciare il paese per scontri con il sultano locale.
Vedendo questa sua condizione, Opu Daeng Menambun offrì quindi a Husein Alqadrie di vivere a Mempawah. L'offerta fu accolta con favore da Husein Alqadrie, che si trasferì immediatamente al palazzo di Opu Daeng Menambun. Husein Alqadrie fu successivamente nominato governatore e sommo sacerdote di Mempawah. Inoltre, a Husein Alqadrie fu permesso di occupare l'area di Kuala Mempawah (Galah Herang) e di svilupparvi un centro per l'insegnamento dell'islam. Per rafforzare ulteriormente il rapporto tra la famiglia Husein Alqadriee ed il sultanato di Mempawah, venne celebrato il matrimonio tra il figlio di Husein Alqadrie, Syarif Abdurrahman Alqadrie, e la figlia di Opu Daeng Menambon, la principessa Candramidi. Successivamente, nel 1778, Syarif Abdurrahman Alqadrie fondò il sultanato di Kadriah a Pontianak.
Nel 1761 Opu Daeng Menambon morì e fu sepolto a Sebukit Rama. Il suo successore al trono del sultanato di Mempawah fu il figlio Gusti Jamiril che prese il nome Panembahan Adiwijaya. Sotto la guida di Panembahan Adiwijaya, il territorio di Mempawah si espanse sino a divenire un grande porto commerciale.

### Il periodo coloniale

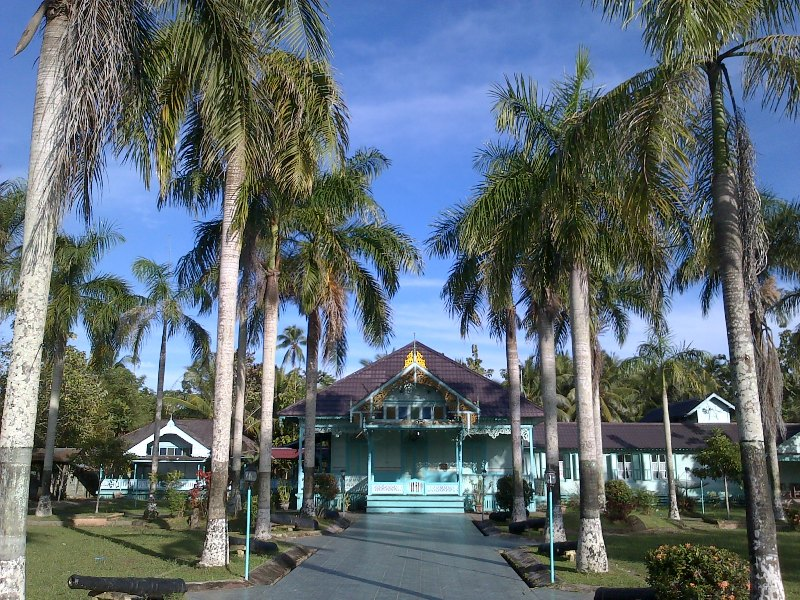
Il palazzo reale di Mempawah

Poco dopo la costituzione dello stato, i coloni olandesi della Compagnia olandese delle Indie orientali sbarcarono sulle coste del sultanato di Mempawah, nel 1787, e da subito si scontrarono con le truppe locali che avevano alla loro testa il sultano Panembahan Adiwijaya in persona. Era stato Syarif Kasim, figlio del sultano Kadriah Pontianak, ad influenzare gli olandesi nel partecipare all'invasione di Mempawah. Panembahan Adiwijaya venne costretto infine a ritirarsi a Karangan per organizzare una contro-strategia, ma morì nel 1790, prima di avere il tempo di sferrare l'attacco.
Intorno al 1794, la disputa tra il sultanato di Mempawah ed il sultanato di Kadriah divenne ancora più aspra perché gli olandesi riuscirono a persuadere Syarif Kasim ad espandersi sempre più verso i lconfine col sultanato di Mempawah. Di conseguenza scoppiò nuovamente una guerra nella quale il sultanato di Kadriah venne assistito anche da truppe cinesi, mentre il sultano di Mempawah ricevette il sostegno del popolo Dayak e del sultanato di Singkawang. Tuttavia, poiché il sultanato di Kadriah era pienamente sostenuto dagli olandesi, il sultanato di Mempawah uscì sconfitto dalla guerra.
Gli olandesi nominarono Syarif Kasim quale nuovo sovrano di Mempawah con il titolo Panembahan Mempawah. Il sultano Syarif Abdurrahman Alqadrie, il padre di Syarif Kasim, in realtà si disse sempre contrario a questa nomina dal momento che il sultanato di Mempawah ed il sultanato di Kadriah avevano ancora stretti legami di parentela. La moglie del sultano Syarif Abdurrahman Alqadrie, la principessa Candramidi, era infatti la figlia di Opu Daeng Menambon. La nomina di Syarif Kasim come Panembahan ad ogni modo fu siglata il 27 agosto 1787.
Nel 1808 il sultano Syarif Abdurrahman Alqadrie morì. Gli olandesi nominarono quindi Syarif Kasim sovrano del sultanato di Kadriah con il titolo di sultano Syarif Kasim Alqadrie. La posizione di Syarif Kasim a Mempawah venne sostituita da suo fratello, Syarif Hussein. Tuttavia, il potere di Syarif Hussein non durò a lungo perché le forze olandesi a Mempawah iniziarono a vacillare a causa della resistenza al governo filo-europeo guidato da due figli di Panembahan Adiwijaya, il principe ereditario Gusti Jati e suo fratello, Gusti Gusti Mas. Gli olandesi vennero infine costretti a lasciare Mempawah, Gusti Jati fu incoronato sultano di Mempawah. Gli olandesi si ritirarono quindi nel sultanato di Kadriah a Pontianak, sotto la protezione del sultano Syarif Kasim Alqadrie.
Gusti Jati venne nominato sultano di Mempawah intorno al 1820 col titolo di sultano Muhammad Zainal Abidin. Gusti Mas rimase fedele nell'accompagnare suo fratello durante il suo regno. Muhammad Zainal Abidin spostò la capitale presso le rive del fiume Mempawah, per la precisione a Pulau Pedalaman. Fu durante quest'epoca che il sultanato di Mempawah divenne sempre più famoso come centro per gli scambi commerciali e fece costruire anche una fortezza per la difesa dei suoi confini e fu proprio questa prosperità ad attirare ancora una volta gli olandesi ad interessarsi all'area. Dapprima cercarono un modo pacifico di trattare col sultano Muhammad Zainal Abidin, ma sarebbero stati pronti anche a ricorrere alla forza.
Il sultano di Mempawah, che era non favorevole agli olandesi, si trovò ben presto attaccato dalle forze nemiche e pertanto dovette raccogliere velocemente le proprie forze. Il contrattacco del sultano Zainal Abidin diede i risultati sperati e l'esercito del sultanato di Kadriah venne sconfitto. 
Dopo la morte del sovrano, a fronte di un vuoto di potere, gli olandesi colsero l'occasione di nominare il fratelli minore del defunto sovrano, rendendolo però de facto un loro re-fantoccio sottoposto alle decisioni del governo coloniale di Batavia. Dopo la morte di Gusti Amin nel 1839, gli olandesi incoronarono sultano di Mempawah Gusti Mukmin, col titolo di Panembahan Mukmin Nata Jaya Kusuma, alla morte del quale venne sostituito nel 1858 da Panembahan Muda Makhmud Alauddin che però morì poco dopo la sua incoronazione. Gusti Usman gli succedette sino al 1872 e venne poi sostituito da Gusti Ibrahim il quale morì nel 1892. Alla scomparsa di quest'ultimo, il principe ereditario dell'epoca, Gusti Muhammad Thaufiq Accamuddin, era stato giudicato troppo giovane per prendere le redini del governo e pertanto venne nominata al suo posto temporaneamente Gusti Intan, sua sorella maggiore, con compiti di reggenza. Lo stesso Gusti Muhammad Thaufiq Accamuddin salì al trono solo nel 1902 e si impegnò da subito per la costruzione del palazzo di Amantubillah Wa Rusuli Allah nell'entroterra dell'isola nel 1922.
Lo sbarco di soldati giapponesi durante la seconda guerra mondiale nel 1942 destabilizzò i regni nel Kalimantan occidentale, incluso il sultanato di Mempawah. Nel 1944, il sultano Muhammad Thaufiq Accamuddin fu fatto prigioniero dall'esercito giapponese e tale rimase sino alla sua morte. Ad oggi il suo corpo o la sua tomba non sono stati trovati. Poiché il principe ereditario, Gusti Jimmi Muhammad Ibrahim, non era ancora un adulto, il Giappone nominò Gusti Mustaan al ruolo di vicesultano di Mempawah, permanendo in tale incarico sino al 1955 anche dopo l'impero del Sol Levante ebbe lasciato le isole a seguito della sconfitta nel secondo conflitto mondiale.
Dopo l'indipendenza dell'Indonesia nel 1945, seguita dal pieno riconoscimento della sovranità dai Paesi Bassi all'Indonesia nel 1949, ci fu un cambiamento significativo nel sistema di governo del paese, facendo terminare l'entità politica rappresentata da secoli dal sultanato e mantenendolo ad un ruolo meramente cerimoniale.

## Sovrani di Sambaliung
1. Opu Daeng Menambon bergelar Pangeran Mas Surya Negara (1740–1761)
2. Gusti Jamiril bergelar Panembahan Adiwijaya Kesuma (1761–1787)
3. Syarif Kasim bergelar Panembahan Mempawah (1787–1808)
4. Syarif Hussein (1808–1820)
5. Gusti Jati bergelar Sri Paduka Muhammad Zainal Abidin (1820–1831)
6. Gusti Amin bergelar Panembahan Adinata Krama Umar Kamaruddin (1831–1839)
7. Gusti Mukmin bergelar Panembahan Mukmin Nata Jaya Kusuma (1839–1858)
8. Gusti Makhmud bergelar Panembahan Muda Makhmud Alauddin (1858)
9. Gusti Usman bergelar Panembahan Usman (1858–1872)
10. Gusti Ibrahim bergelar Panembahan Ibrahim Muhammad Syafiuddin (1872–1892)
11. Gusti Intan bergelar Ratu Permaisuri (1892–1902)
12. Gusti Muhammad Thaufiq Accamuddin (1902–1944)[1]
13. Gusti Mustaan (1944–1955)
14. Gusti Jimmi Muhammad Ibrahim Bergelar Panembahan XII (1955-2002)
15. Pangeran Ratu Mulawangsa Mardan Adijaya Kesuma Ibrahim bergelar Panembahan XIII (2002–oggi)